# Arnoud III van Guînes
Arnoud III van Guînes bijgenaamd de Oude of de Grote (circa 1225 - 1283) was van 1244 tot aan zijn dood graaf van Guînes. Hij behoorde tot het huis Gent.

## Levensloop
Arnoud III was de zoon van graaf Boudewijn III van Guînes en diens echtgenote Mahaut, dochter van Guillaume de Fiennes.
In 1244 volgde hij zijn vader op als graaf van Guînes, burggraaf van Broekburg , heer van Ardres, heer van Tourcoing en burggraaf van Aalst. In 1282 verkocht Arnoud zijn landerijen aan koning Filips III van Frankrijk, waardoor hij vanaf dan enkel titelvoerend graaf van Guînes was.
In 1283 stierf hij.

## Huwelijk en nakomelingen
Arnoud was gehuwd met Alix, dochter van heer Engelram III van Coucy. Ze kregen volgende kinderen:
- Boudewijn IV (overleden in 1293), graaf van Guînes
- Engelram V (1255-1321), heer van Coucy
- Jan, burggraaf van Méaux
- een dochter die huwde met een Ierse heer
- Isabella, huwde met Wouter van Bazoches
- Alix, vrouwe van Tourcoing
- Beatrix, abdis van Blandecq